# Christenverfolgung
Als Christenverfolgung bezeichnet man eine systematische gesellschaftliche oder staatliche Unterdrückung oder existentielle Bedrohung von Christen aufgrund ihrer Religionszugehörigkeit. Dazu gibt es vielfältige sowohl historische als auch gegenwärtige Beispiele. Christenverfolgung kann Teil der Religionspolitik eines Staates sein. Ebenso kann Christenverfolgung zur Minderheitenpolitik eines Staates gehören, in dem Christen eine religiöse Minderheit darstellen. Christenverfolgung kann auch informell im Rahmen von ethnischen Konflikten oder sozialen Verwerfungen stattfinden.
Während die Christenverfolgung als Begriff eher mit dem „Zweck der physischen Vernichtung“ von Christen definiert wird, werden Formen von Benachteiligungen, Diskriminierungen, Berufsverboten oder Ausschluss von Karrieren, wie sie etwa in der Politik von marxistisch-leninistischen Diktaturen erfolgten, eher als Christenfeindlichkeit oder Christentumsfeindlichkeit bezeichnet. Im Kontext der DDR wird diese Problematik in Deutschland von der „Forschungsstelle für kirchliche Zeitgeschichte“ am Lehrstuhl für Kirchengeschichte des Mittelalters und der Neuzeit an der Katholisch-Theologischen Fakultät der Universität Erfurt untersucht.

## Problemlage
Nach Schätzungen der Internationalen Gesellschaft für Menschenrechte, des Internationalen Instituts für Religionsfreiheit, der katholischen Menschenrechtsorganisation Kirche in Not sowie der evangelikalen Organisation Christian Solidarity International bekennen sich 75 bis 80 Prozent der Menschen, die derzeit wegen ihres Glaubens verfolgt werden, zum Christentum. Auch Amnesty International berichtet über systematische Verfolgungen ethnischer und religiöser Minderheiten in verschiedenen Ländern, darunter Christen. Das christliche Hilfswerk Open Doors, das eigene Recherchearbeit leistet, schätzt, dass mehr als 200 Millionen Christen weltweit verfolgt oder diskriminiert werden. Seinem Weltverfolgungsindex von 2019 zufolge finden die stärksten Christenverfolgungen in islamisch geprägten Ländern statt, wobei die Zahl der dokumentierten religiös motivierten Morde an Christen im Vergleich zum Vorjahr um ein Drittel anstieg. Der International Religious Freedom Report des Außenministeriums der Vereinigten Staaten schließt Verfolgungen von Christen ein und berichtet im Executive Summary ebenfalls über Länder mit besonderen Problemen. Bei einer Anhörung des Ausschusses für Menschenrechte und humanitäre Hilfe beim Deutschen Bundestag stellten Experten, darunter Vertreter der Deutschen Evangelischen Allianz fest, dass es zwar „keine systematische Verfolgung“ von Christen im arabischen Raum gebe, bemängelten allerdings ihren mangelnden staatlichen Schutz und eine fehlende rechtliche Gleichstellung. Die Bundesregierung antwortete auf eine große Anfrage bereits 1999, die Verfolgung von Christen aller Konfessionen nehme in den letzten Jahren sehr besorgniserregende Ausmaße an. Christen würden wegen ihres Glaubens diskriminiert, verlören ihre Arbeitsstellen und Wohnungen, „werden inhaftiert, entführt, verstümmelt und ermordet, ihre Kirchen werden niedergebrannt und ihre Häuser zerstört“. Die in Wien ansässige Beobachtungsstelle für Intoleranz und Diskriminierung von Christen in Europa (Observatory on Intolerance and Discrimination against Christians) (OIDAC) beobachtet die Situation der Christen in Europa. In ihrem Jahresbericht 2018 legten sie über 500 Fälle von Intoleranz gegen Christen in Europa vor. Die Hilfsorganisation Kirche in Not erklärte das Jahr 2019 zu einem der blutigsten Jahre für Christen.

## Begriff

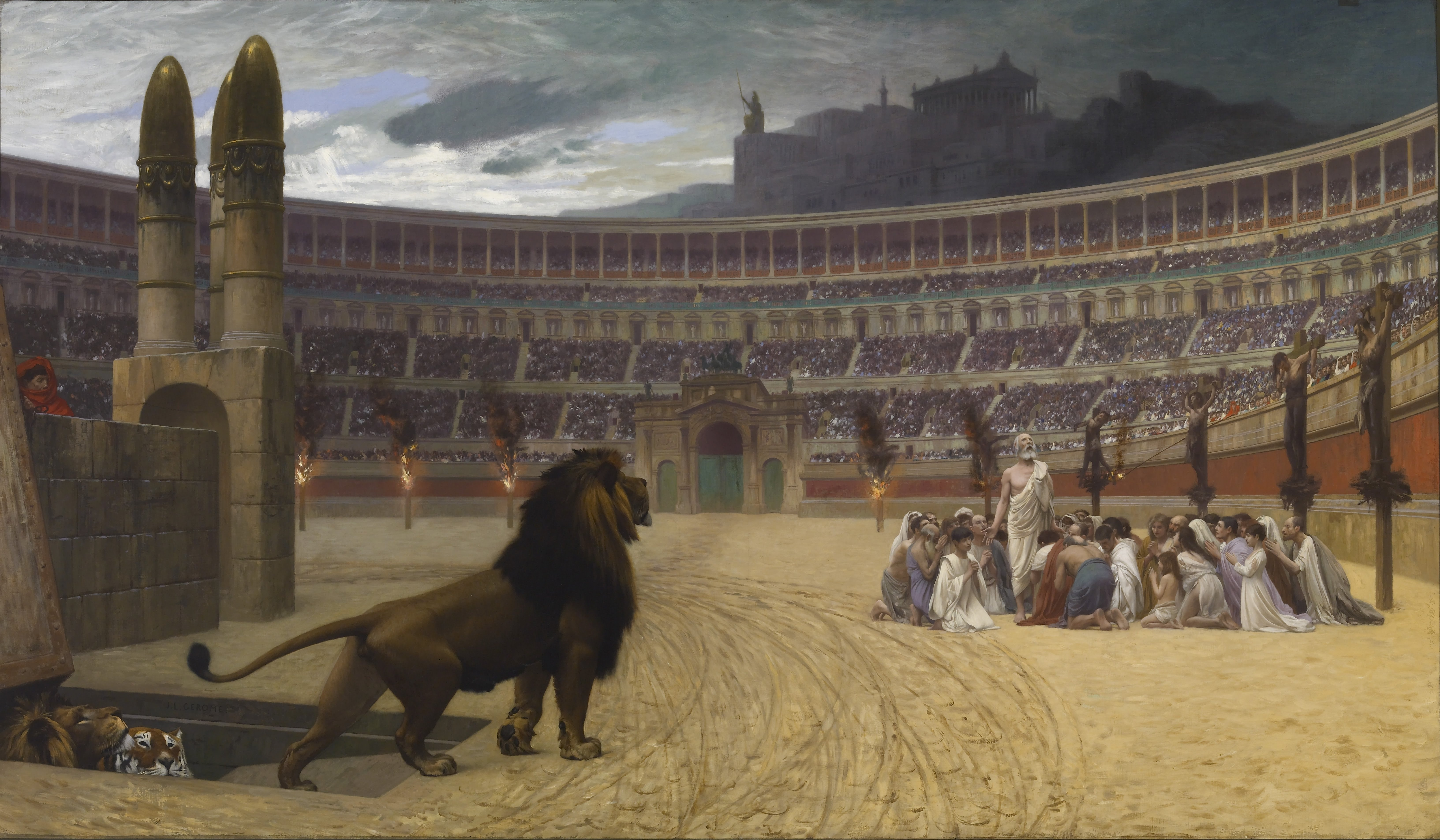
Das letzte Gebet der Christen im Circus Maximus, Ölbild von Jean-Léon Gérôme (1863–1883)

Als Christenverfolgung bezeichnet man in der Kirchengeschichte zunächst die Christenverfolgungen im Römischen Reich bis zur Mailänder Vereinbarung im Jahr 313.
Kollektive Verfolgungen christlicher Gemeinden und Kirchen geschahen unter je eigenen historischen Bedingungen auch im Einflussbereich des Islams, des Nationalismus, Realsozialismus und Nationalsozialismus. Sie reichten von Verhaftungen, Verboten christlicher Versammlungen und Gottesdienste, gezielt gegen christliche Gemeinden gerichteten Enteignungen bis zu Vertreibungen, Massakern, Vergewaltigungen, Mord und Völkermord. Bloße Ablehnung christlicher Lehren, Diskriminierung oder gesetzliche Einengung kirchlicher Tätigkeiten wird dabei nicht als „Verfolgung“ beschrieben. Auch existenzbedrohende Staatsmaßnahmen, die Christen nicht primär wegen ihres Christseins, sondern aus anderen Gründen und mit anderen Gruppen betrafen, fallen nicht darunter, ebenso wenig Verfolgungen christlicher Minderheiten durch andere Christen.
Manche definieren auch lokale, nichtstaatliche Diskriminierungen von und Morde an Christen als Christenverfolgung, andere nur staatliche Unterdrückung oder gesellschaftliche Verfolgung mit Todesopfern.
Der Open Doors Weltverfolgungsindex misst Christenverfolgung an vier Merkmalen:
1. Rechtlicher und offizieller Status von Christen
  - Ist die Religionsfreiheit mit dem Recht auf öffentliche Versammlung in der Landesverfassung oder den Landesgesetzen verankert?
  - Haben die Bürger das Recht, ungestraft zum Christentum zu konvertieren?
  - Gibt es eine verpflichtende Staatsreligion für jeden Bürger?
  - Dürfen Christen ihre Religion öffentlich ausüben?
2. Die tatsächliche Situation der im Land lebenden Christen
  - Werden Christen ihres Glaubens wegen verhaftet oder getötet?
  - Werden Christen ihres Glaubens wegen zu Gefängnis- oder Arbeitslagerstrafen verurteilt bzw. in die Psychiatrie eingewiesen?
3. Reglementierungen durch den Staat
  - Dürfen christliche Literatur und Bibeln im Land gedruckt, verbreitet bzw. eingeführt werden?
  - Werden christliche Veröffentlichungen zensiert/verboten?
  - Dürfen Kirchen gebaut, renoviert oder Räume für gemeindliche Zwecke gemietet/gekauft werden?
4. Faktoren, die die Religionsfreiheit in einem Land untergraben können
  - Werden Versammlungsorte von Christen oder deren Häuser aus christenfeindlichen Motiven angegriffen?
  - Gehen Behörden den Beschwerden und Anzeigen von Christen wegen nicht-staatlicher Übergriffe nach?

Emir Fethi Caner und Ergun Mehmet Caner fassen Ermordung, Versklavung, Vergewaltigung, Folter, Entführung, Todesstrafe, Gefängnis, Entehrung, Enteignung von zum Christentum Konvertierten, Verbot von christlichem Religionsunterricht, Kirchenbauten oder Besitz einer Bibel unter den Stichworten Christenverfolgung und -diskriminierung zusammen.

## Geschichte

### Römisches Reich

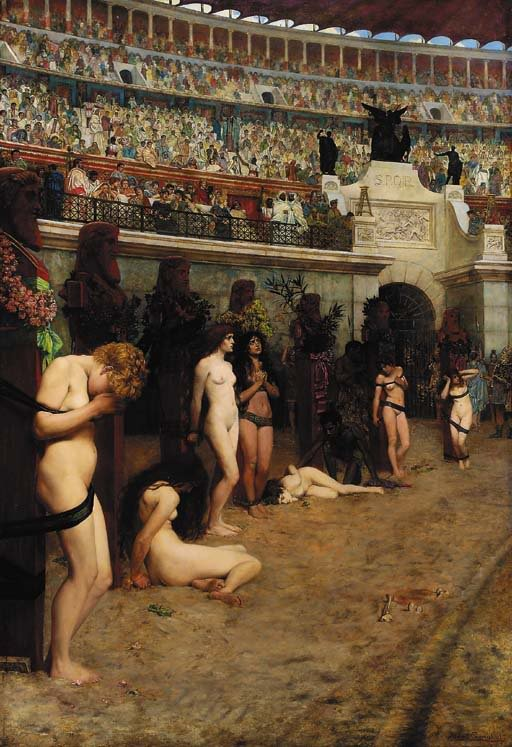
Faithful unto Death, Ölbild von Herbert Schmalz (1888)

Siehe: Christenverfolgungen im Römischen Reich bis zur Mailänder Vereinbarung im Jahr 313.

### Spätantike

#### Persien
Im spätantiken Sassanidenreich, in dem der Zoroastrismus eine prominente Rolle spielte, kam es, nachdem es bereits zuvor vereinzelt Übergriffe des Staates gegeben hatte (z. B. unter Bahram II.), im 4. Jahrhundert unter Schapur II. zu einer systematischen Christenverfolgung (siehe auch Simon bar Sabbae). Diese Verfolgung, über die die Chronik von Seert und mehrere Märtyrerakten Auskunft geben, war primär politisch motiviert, da fast zeitgleich im Römischen Reich das Christentum privilegiert worden war und der persische Großkönig Kollaboration seiner christlichen Untertanen mit den Römern befürchtete.
Auch in Armenien, das von den Sassaniden beansprucht und teilweise kontrolliert wurde (Persarmenien), wurden Christen immer wieder aus politischen Gründen verfolgt. Im 5. Jahrhundert formierte sich in Persien dann die „nestorianische“ assyrische Kirche des Ostens als eine Art „innerpersische Kirche“. Im Anschluss daran kam es zu einem weitgehenden Ausgleich der Perserkönige mit ihren christlichen Untertanen und nur noch vereinzelt zu Übergriffen. Infolge der Römisch-Persischen Kriege im 6. und 7. Jahrhundert waren die Christen teils aber wieder Repressalien ausgesetzt, so unter Chosrau I. (in dessen zweiter Regierungshälfte) sowie unter Chosrau II. (gegen Ende von dessen Herrschaft, siehe Yazdin und Anastasius der Perser). Als die Araber in den 30er und 40er Jahren des 7. Jahrhunderts im Zuge der Islamischen Expansion das Sassanidenreich eroberten, fanden sie besonders im Westen zahlreiche blühende Christengemeinden vor, die in der Folgezeit zumeist untergingen.

#### Jemen, Oman
Im Gebiet des heutigen Jemen und Oman waren die herrschenden Himyaren Anfang des 6. Jahrhunderts zum Judentum übergetreten, um nicht in den Römisch-Persischen Kriegen zwischen dem christlichen Oströmischen Reich und dem vom Zoroastrismus bestimmten Sassanidenreich aufgerieben zu werden. Besonders unter dem neunten jüdischen König Yusuf Asʾar Yathʾar (Dhu Nuvas) kam es zu einer blutigen Christenverfolgung, von der „Nestorianer“, besonders aber Miaphysiten betroffen waren. Er wollte sie zum Übertritt zum Judentum zwingen und befürchtete ein Eingreifen Ostroms.
Eine von den Lachmiden einberufene Konferenz in Ramla, über die unter anderem Prokopios von Caesarea berichtet, sollte die Kriege zwischen Ostrom und dem Sassanidenreich beenden (525). Dort forderte Dhu Nuwas den Sassanidenherrscher auf, die Christen seines Landes ebenfalls zu verfolgen. Daraufhin veranlasste Ostrom das befreundete christliche Reich von Aksum, den Jemen zu erobern. Da Dhu Nuwas wiederholt christliche Händler aus Aksum ausweisen und töten ließ, folgte Aksum der Aufforderung und beendete mit seiner Eroberung die jüdische Königsreihe im Jemen.

### Mittelalter

#### Islamische Länder
Nach islamischer Rechtsprechung konnten Christen als sog. Schriftbesitzer unter islamischer Herrschaft als Dhimmis leben. Damit ging die Zahlung der Dschizya einher, wofür ihnen Schutz des Lebens und Eigentums sowie ein gewisses Maß an Religionsfreiheit zugesichert wurde. Dennoch kam es – auch in der Frühzeit des Islam – vereinzelt zu Übergriffen gegen Christen (siehe etwa die Chronik des Pseudo-Dionysius von Tell Mahre).
Der Abfall vom Islam gehört nach islamischer Glaubenslehre zu den schlimmsten möglichen und nicht vergebungsfähigen Sünden. So heißt es beispielsweise in Sure 4, Vers 137:

„Denen, die glauben und dann ungläubig werden, dann wieder glauben und dann wieder ungläubig werden und dann im Unglauben zunehmen, denen wird Gott unmöglich vergeben, und Er wird sie unmöglich einen rechten Weg führen.“

Während der Koran keinerlei diesseitige Bestrafung von Apostaten vorsieht, sind diese nach islamischem Recht zu töten.
Islamische und christliche Herrscher bekämpften sich seit dem Mittelalter in den umstrittenen Gebieten des Mittelmeerraums – besonders in Kleinasien, Afrika und Spanien. Später kam es auch zu wechselseitigen Verfolgungen in den jeweils von einer Religion beherrschten Ländern an den Minderheiten der anderen Religion.
Bekannt sind Massaker an Christen und Juden im Kontext der Kreuzzüge. Unter den Almohaden, Mauren und Seldschuken wurden dann auch katholische und orthodoxe Christen teilweise systematisch vertrieben und ermordet.
Siehe auch: Glaubensfreiheit im Islam

### Neuzeit

#### Japan

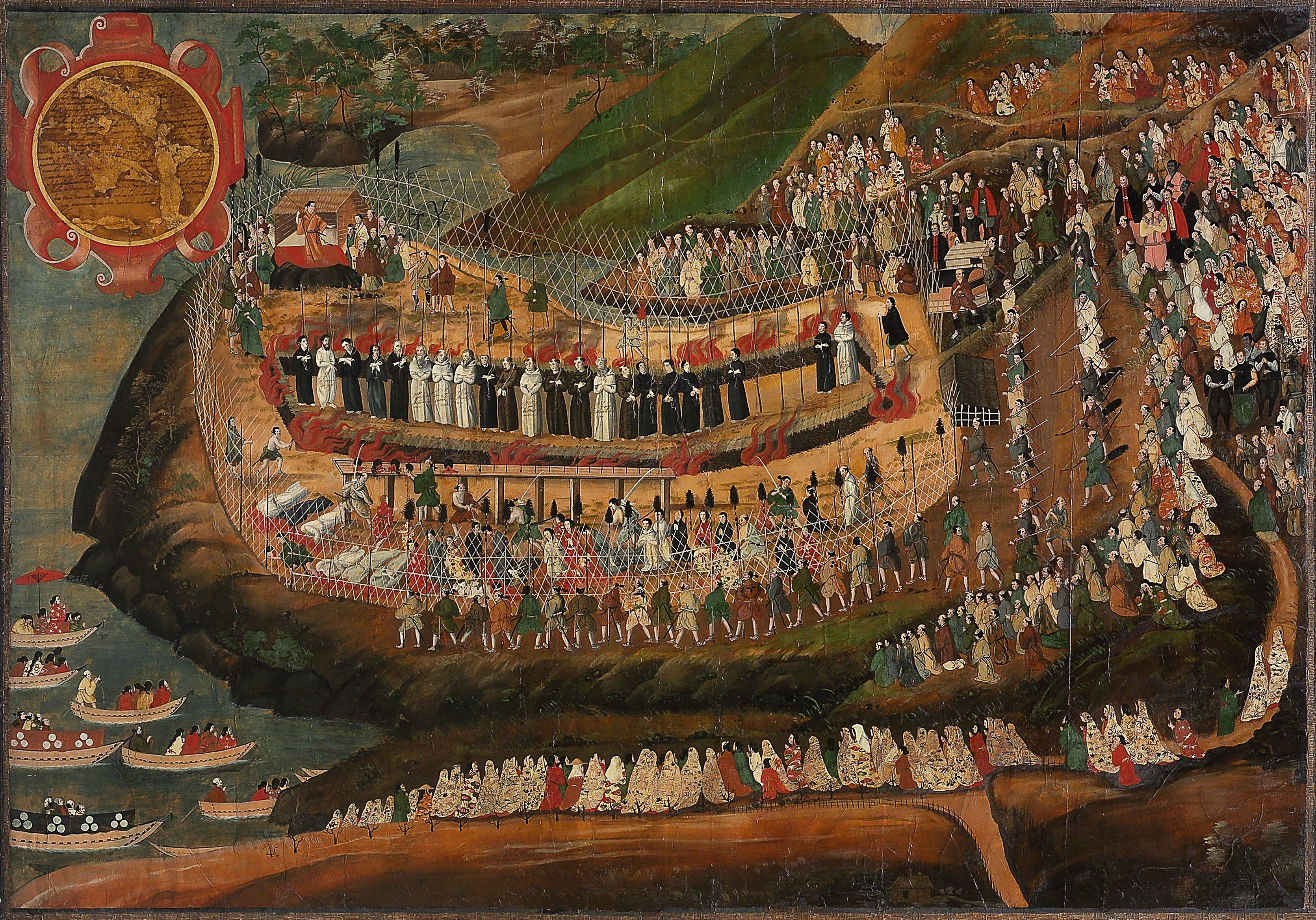
Christliche Märtyrer in Nagasaki – 17. Jh.

Nach der ersten Landung portugiesischer Seeleute auf Japan 1542 begann sehr bald eine christliche Missionierung unter Führung von Francisco de Xavier. In den folgenden Jahrzehnten konvertierten mehrere hunderttausend Japaner, darunter auch einige Fürstenfamilien (Daimyō), unter Duldung der sich zu diesem Zeitpunkt erst bildenden Zentralregierung zum Christentum.
Zwar verwies bereits Toyotomi Hideyoshi um 1587 die Missionare des Landes, da er in der Einflussnahme jesuitischer, vor allem aber franziskanischer Missionare eine Bedrohung seiner Machtposition sah. Aus wirtschaftlichen Gründen wurde dieser Erlass jedoch kaum durchgesetzt. Erst 1597, ein Jahr vor Hideyoshis Tod, wurden 26 Christen gekreuzigt (Märtyrer von Nagasaki).
Hideyoshis Nachfolger Tokugawa Ieyasu zeigte sich zunächst tolerant, da er auf den Handel mit den Portugiesen angewiesen war, und wohl auch durch den Einfluss seines englischen Beraters William Adams. Doch nach Adams’ Tod, und nachdem auch zu Holland und England Handelsbeziehungen entstanden (wodurch auch der Konflikt zwischen römisch-katholischem Christentum und dem Protestantismus in Japan bekannt wurde), änderte sich die Einstellung unter seinen Nachfolgern. Grund dafür war die Furcht vor christlichen Glaubenskriegen in Japan sowie die Erkenntnis, dass viele Christen untereinander und gegenüber der Kirche größere Loyalität zeigten als gegenüber dem Tennō und dem Shōgun. Ab etwa 1612 wurde das Christentum schrittweise verboten. 1616 ließ die japanische Obrigkeit den zum Christentum übergetretenen Einwohnern die Wahl zwischen Todesurteil und einer Abschwörung, wobei der Schwur sowohl beim dreifaltigen Gott, der Jungfrau Maria und den Engeln geschworen werden musste, als auch einen an buddhistische und schintoistische Gottheiten gerichteten Eid enthielt.
Den Höhepunkt erreichte diese Entwicklung unter Ieyasus Nachfolgern Tokugawa Hidetada und Tokugawa Iemitsu, besonders nachdem sich 1637 auf Kyūshū die überwiegend christliche Bevölkerung im Shimabara-Aufstand gegen das Shogunat erhob. Der Aufstand wurde blutig niedergeschlagen, über 40.000 Christen getötet. Verfolgungsbehörden wurden eingerichtet, die eine landesweite Verfolgung und Ausrottung der Christen zum Ziel hatten. Wer verdächtigt wurde, Christ zu sein, musste sich öffentlich vom Christentum abkehren und christliche Symbole schänden, die als fumie („Tret-Bilder“) bezeichnet wurden, sowie sich in die Glaubensregister buddhistischer Tempel eintragen und diese regelmäßig besuchen. Diejenigen, die sich weigerten, ihren christlichen Glauben abzulegen, wurden hingerichtet, oft durch öffentliche Kreuzigung oder Verbrennung.
Das japanische Christentum entwickelte sich während dieser Verfolgungsphase zu einer neuen synkretischen Religion, dem Kakure Kirishitan, mit Einflüssen des Buddhismus, des Daoismus und des Shintō. Nach der erneuten Zulassung des Christentums (1873 unter Tennō Meiji) gliederten die Anhänger dieses Glaubens sich in die neu entstehenden christlichen Gemeinden ein, manche lehnten dies aber auch ab, da ihre stark abgewandelte Religion von westlichen Kirchenorganisationen nicht akzeptiert wurde. Sie bilden heute eine schwindende Minderheit, deren Glaubensvorstellungen aber in einer Reihe der sogenannten „neuen Religionen“ weiterleben.

#### Korea
Ähnlich wie Japan schottete sich Korea im 18. und 19. Jahrhundert von der Außenwelt ab. Dennoch gelang es vornehmlich der katholischen Kirche, in Korea Fuß zu fassen, zunächst vor allem dank einheimischer Missionare. Die meist von der Pariser Mission geschickten europäischen Missionare waren alle illegal in das Land eingereist; erst unter deren Führung wuchsen auch die katholischen Gemeinden stark an und es kam zu ersten Verfolgungen. Die ersten vier Katholikenverfolgungen fanden 1791, 1801, 1839 und 1846 statt; bei jener von 1839 wurde auch Bischof Imbert gefasst und hingerichtet, dessen Bistum erst wenige Jahre zuvor von Rom aus eingesetzt worden war. Die letzte und zugleich opferreichste Verfolgungswelle waren dann die Verfolgungen von Byeong-in, die 1866 einsetzten und bei denen über achttausend Katholiken öffentlich hingerichtet wurden, vor allem in der Hauptstadt Seoul.
Nach der Annexion Koreas durch Japan kam es im 20. Jh. zu einer weiteren Verfolgungswelle, die damit zusammenhing, dass sich viele koranische Christen weigerten, den Tenno als göttlich zu verehren. Sie endete mit der japanischen Kapitulation 1945.

#### Frankreich
Die Französische Revolution 1789 war anfangs nicht kirchenfeindlich orientiert. Die Parole Freiheit, Gleichheit, Brüderlichkeit wurde auch von vielen Priestern mitgetragen. 1790 verordnete ein Gesetz die Aufhebung nichtkaritativer Klöster. Deren Konvente und Ländereien wie die des katholischen Klerus wurden enteignet und häufig an Stadtbürger verkauft.
Die meisten Kirchenbeamten verweigerten den Eid auf die Zivilverfassung des Klerus und wurden daraufhin zu Zehntausenden inhaftiert und deportiert, häufig auch hingerichtet. In den Folgejahren verarmten die von den ehemaligen Kirchengütern abhängigen Bauern. Gegen ausländische Truppen versuchte die Nationalversammlung 1793 massenhaft Rekruten auf dem Land zum Militärdienst zu verpflichten. Daraufhin kam es vor allem in der Vendée zu Aufständen, die niedergeschlagen wurden. Dabei sollen hunderttausende Menschen getötet worden sein; manche Gegenden verloren ein Drittel ihrer Bevölkerung.
Im selben Jahr wurde die Religionsfreiheit widerrufen und das Christentum verboten. Nach dem Ende der Terrorherrschaft der Jakobiner wurde es 1795 jedoch wieder zugelassen. 1798 besetzten die Franzosen Rom, setzten den Papst ab und riefen die Römische Republik aus. 1799 gelangte Napoléon Bonaparte durch einen Staatsstreich zur Macht und garantierte von nun an dauerhaft die christliche Religionsausübung, ohne aber die Macht des römischen Papstes in Frankreich erneut zuzulassen.
Ob dieser Verlauf als systematische Christenverfolgung oder eher als konfessionell überlagerter Bürgerkrieg zu gelten hat, ist historisch umstritten. Die Angriffe der Revolutionäre auf das Papsttum trugen dazu bei, dass die folgenden Päpste und Katholiken der Aufklärung und Demokratie skeptisch und feindlich gegenüberstanden. Dies hatte Folgen auch im späteren Kulturkampf im Deutschen Kaiserreich (siehe auch Antimodernisteneid).

#### Osmanisches Reich
1894 kam es im Bergland von Sassun in der Provinz Muş zu einem Massaker an den orthodoxen Armeniern. Diese wurden von den Kurden bedrängt und von der türkischen Regierung nicht geschützt. Als sie daraufhin beim Widerstand von Sason 1894 Steuern verweigerten und in Istanbul demonstrierten, gingen die Behörden in der ganzen Türkei gegen sie vor: Nach amtlichen Dokumenten wurden 328 Kirchen zu Moscheen umgewandelt, 88.243 Armenier getötet und ungezählte christlich getaufte Armenier zum Übertritt zum Islam gezwungen. Nur diese waren vor weiterer Verfolgung sicher.
Betroffen waren schon 1895 die Suryoye (auch bekannt als Assyrer, Chaldäer oder Aramäer), eine alte christliche Minderheit von etwa 150.000 Angehörigen im kurdischen Bergland. Viele flohen ins Ausland, etwa nach Syrien und in den Irak. In der Folge waren die noch übrigen christlichen Gemeinden vielfach Plünderungen ausgesetzt; bis 1896 starben weitere geschätzte 20.000 türkische Armenier an Hunger, Seuchen und Raubmorden. Bis zu 100.000 Armenierinnen sollen in muslimische Harems verschleppt worden sein.
1909 brachte eine erneute Verfolgung beim Massaker von Adana. 1916, im Ersten Weltkrieg, wurde daraus eine systematische Deportation, die auf die Ausrottung des armenischen Volkes zielte. Auch die christlichen Assyrer waren damals Opfer von Vernichtung und Vertreibung: Die Männer – auch die, die in der türkischen Armee waren – wurden gleich getötet, die Frauen und Kinder verschleppt, wobei die meisten später den Tod fanden. Dies betraf um 1,3 Millionen Menschen, von denen etwa zwei Drittel umkamen. Der Völkermord an den Orientchristen fand unter der Verantwortung des jungtürkischen Regimes statt und wurde mit aktiver Unterstützung von kurdischen Freischärlern ausgeführt.
Die assyrischen Christen, die damals aus der Türkei in den Irak fliehen konnten, wurden dort 1933 erneut verfolgt, so etwa beim Massaker von Semile. Dabei spielten nationalistische Gründe mit: Die Christen unter den Kurden hatten mit Unterstützung der Briten und Franzosen einen unabhängigen Staat angestrebt und damit den Hass der türkischen Nationalisten und der irakischen Panarabisten auf sich gezogen. Formaler Anlass war ein angebliches Vergehen gegen nichtreligiöse Staatsgesetze; ein religiöser Christenhass war jedoch gegeben. Nur etwa 30.000 assyrische Christen überlebten (siehe Völkermord an den syrischen Christen).

#### Spanien
Von Anfang an war die Zweite Spanische Republik von starkem Antiklerikalismus geprägt und dem Bemühen, den Einfluss der katholischen Kirche zu schwächen. Schon die Konstitution unterwarf die öffentliche Ausübung der Religion der staatlichen Kontrolle und schränkte die Handlungsfreiheit von Ordensgemeinschaften, denen z. B. die Betätigung im Unterricht verboten wurde, stark ein. Der Jesuitenorden wurde 1932 aufgelöst, für andere Orden wurde dasselbe gesetzlich ermöglicht. Das „Gesetz der Konfessionen und Ordenskongregation“ von 1933 schränkte die Freiheit von Kirche und Orden weiter ein.
In den ersten Monaten der Zweiten Republik wurden in verschiedenen spanischen Städten Kirchen niedergebrannt, ohne dass die Regierung dagegen einschritt oder die Täter strafrechtlich verfolgte. Die Zerstörung von Kirchen wurde nach dem Wahlsieg der Volksfront im Februar 1936 verstärkt: In den ersten vier Monaten nach der Wahl wurden 170 Kirchen niedergebrannt, die vollständige Zerstörung 251 weiterer Kirchen konnte verhindert werden. Den Höhepunkt erreichte die Verfolgung nach dem Beginn des Militäraufstands im Juli 1936. Anfang 1937 beschrieb der republikanische Justizminister die Situation:

„Die tatsächliche Situation der Kirche im ganzen loyalen Territorium außer dem Baskenland ist seit Juli des letzten Jahres die Folgende: a) Alle Altäre, Bilder und Kultgegenstände sind, abgesehen von ganz wenigen Ausnahmen, zerstört worden […] b) Alle Kirchen sind für den Gottesdienst geschlossen, der vollständig […] eingestellt wurde. c) Ein großer Teil der Kirchen, in Katalonien ist das der Normalfall, wurde abgebrannt. […] e) In den Kirchen wurden Lager aller Arten, Märkte, Garagen, Säle, Kasernen, Unterkünfte […] eingerichtet. f) Alle Konvente wurden geleert und das Ordensleben in ihnen beendet. Ihre Gebäude, Kultgegenstände und Güter aller Art wurden verbrannt, geraubt, besetzt und niedergerissen. g) Priester und Ordensleute wurden ohne Anklage festgenommen, ins Gefängnis geworfen und erschossen […] Hunderte von Gefangenen liegen in den Gefängnissen von Madrid, Barcelona und der anderen Großstädte einzig aufgrund der Tatsache, dass sie Priester oder Ordensleute sind. h) Inzwischen ist der Privatbesitz von Bildern und Gegenständen der religiösen Verehrung vollständig verboten. Die Polizei […] dringt in das Innere von Wohnungen […] ein und zerstört mit Hohn und Gewalt […] was mit der Religion zu tun hat oder an sie erinnert.“

Soweit bekannt, fielen der Verfolgung der katholischen Kirche in der zweiten Republik 13 Bischöfe, 4184 Diözesanpriester und Seminaristen, 2365 Ordensmänner, 283 Ordensfrauen und mehrere Tausend Laien zum Opfer.

#### Nationalsozialismus
In der Zeit des Nationalsozialismus (1933–1945) gab es keine systematische Christenverfolgung, sondern eine Verfolgung von Geistlichen und Gläubigen, die aus religiösen Gründen gegen die Politik des Regimes protestierten. Das Parteiprogramm der NSDAP von 1920 bekannte sich zwar zu einem „positiven Christentum“, jedoch mit der Einschränkung: „soweit es mit dem Deutschtum vereinbar ist“. Schon vor der Machtergreifung 1933 distanzierte sich der deutsche Episkopat vom Nationalsozialismus, indem er den Katholiken verbot, sich in der NSDAP zu engagieren, und NS-Verbänden untersagte, bei kirchlichen Prozessionen mitzumarschieren. Sämtliche Diözesen im Deutschen Reich sahen sich 1932 veranlasst, die Zugehörigkeit zur NSDAP für „unvereinbar mit dem christlichen Glauben zu erklären“. Nach der Machtergreifung garantierte Adolf Hitler in seiner Regierungserklärung den Fortbestand der Kirchen und bezeichnete das Christentum als eine der geistigen Grundlagen des deutschen Volkes.
Doch die NSDAP sah sich als Weltanschauungspartei mit totalitärem Machtanspruch. Alles sollte dem Dienst am „deutschen Volkstum“ und an der „arischen Rasse“ unterworfen werden. Das Christentum wurde von den Nationalsozialisten zur „Nationalreligion“ umgedeutet, die den „Willen zur Macht“ (Friedrich Nietzsche) betonen und sich vor allem gegen das „jüdische Untermenschentum“ definieren sollte. Hitlers Antisemitismus war rassistisch begründet und verbunden mit einer diffusen Metaphysik, indem er 1923 in Mein Kampf schrieb:

„Indem ich mich des Juden erwehre, kämpfe ich für das Werk des Herrn.“

Die eigentlichen Ziele der Nationalsozialisten formulierte Alfred Rosenberg in seinem Mythus des 20. Jahrhunderts 1930: Im „Blut“ fand er „das göttliche Wesen des Menschen überhaupt“. Die „nationale Ehre“ verstand er als Anbetung dieses Wesens und machte sie damit zu einer Religion. „Gott“ wurde bei ihm zur symbolischen Chiffre für das als Rasse aufgefasste kollektive Unbewusste, das im ewigen Daseinskampf nach Macht ringe. Soweit sich das Christentum der „deutschen Wiedergeburt“ widersetze, sei es Pflicht, es geistig zu überwinden, organisatorisch verkümmern zu lassen und politisch ohnmächtig zu erhalten. Innere Eroberung und äußere Entmachtung der Kirche hingen also eng zusammen.
Der Vatikan unter Pius XI. schloss 1933 mit dem Dritten Reich ein Reichskonkordat ab und konnte so die Organisationsstruktur der katholischen Bistümer wahren. Angesehene Bischöfe wie Clemens August Graf von Galen, der quasi amtsenthobene Bischof der Diözese Rottenburg Joannes Baptista Sproll, Erzbischof von Freiburg Conrad Gröber, der Bischof von Berlin, Konrad Graf von Preysing, der Dompropst von Berlin, Bernhard Lichtenberg, der Kapitularvikar von Paderborn, Weihbischof Augustinus Philipp Baumann oder der Bischof von Limburg, Antonius Hilfrich konnten durch ihren entschiedenen Protest zeitweise sogar Mordaktionen wie die Aktion T4 bremsen. Mitglieder der Widerstandsgruppe Weiße Rose wurden zu Märtyrern für ihre christliche Gesinnung. Der sogenannte Kreuzkampf 1936 im katholischen Münsterland und Oldenburger Land gegen die von den Nationalsozialisten geforderte Entfernung der Kruzifixe aus Schulen und öffentlichen Räumen führte zu Verhaftungen einiger Anführer.
Die Versuche, mithilfe der Deutschen Christen (DC) den Protestantismus gleichzuschalten, scheiterten am Widerstand einer Minderheit. Die Barmer Theologische Erklärung sprach im Juni 1934 den Gegensatz zwischen christlichem Glauben und NS-Ideologie offen aus. Die auf dieses Glaubensbekenntnis gegründete Bekennende Kirche (BK) wurde daraufhin immer stärker behindert. Die Pfarrerausbildung der BK, ihr Schriftverkehr, ihre Hilfsaktivitäten für Juden (Büro Grüber) wurden nach und nach verboten. Viele ihrer Pastoren verloren ihre Stellen; manche, die öffentlich gegen judenfeindliche Maßnahmen protestiert hatten, wurden verhaftet und in Konzentrationslager eingeliefert. Einige Hundert wurden dort ermordet oder starben an Haftfolgen.
Fast alle staatlichen Maßnahmen zur Verdrängung und Vertreibung der Juden stießen jedoch auch bei den BK-Kirchenführern anfangs auf Zustimmung. Sie kritisierten weder den Judenboykott 1933 noch die Nürnberger Rassengesetze 1935 noch die Novemberpogrome 1938, sondern erkannten in lutherischer Tradition die nationalsozialistische „Obrigkeit“ als Gottes Anordnung an und widersprachen nur ihren direkten Übergriffen auf kirchliche Ordnung und Lehre. Nur wenige BK-Mitglieder wie Paul Schneider oder Dietrich Bonhoeffer leiteten aus ihrem Glauben die Pflicht zur unbedingten Solidarität mit den Juden und zum direkten Widerstand gegen den Nationalsozialismus insgesamt ab, wofür sie ermordet wurden.
Zum Kriegsbeginn 1939 rief die BK zusammen mit den DC alle Christen zu Opferbereitschaft und Hingabe für ihr Vaterland auf. Ihre Pastoren wurden zum Kriegsdienst eingezogen; ein Teil davon wurde in der Seelsorge der Wehrmacht eingesetzt. Die Landeskirchen hatten bis dahin infolge des Arierparagraphen die wenigen getauften Juden aus kirchlichen Ämtern entlassen.
Eine vom NS-Regime kollektiv verfolgte christliche Minderheit waren die Zeugen Jehovas. Aufgrund ihres Biblizismus verweigerten viele von ihnen den Hitlergruß und entschieden sich nach Wiedereinführung der Wehrpflicht für die Kriegsdienstverweigerung. Daraufhin wurden sie interniert; etwa 1200 wurden in deutschen Konzentrationslagern ermordet (siehe dazu Zeugen Jehovas im Nationalsozialismus).
Im Kriegsverlauf verschärfte der Staat antikirchliche Maßnahmen: Feiertage wurden eingeschränkt, Taufen, Konfirmation, Trauungen, Beerdigungen durch Parteifeiern ersetzt, das Kirchenrecht im Warthegau auf ein Vereinsrecht umgestellt, kirchliche Finanzen zentral kontrolliert. Auch Christen in von Deutschland besetzten Gebieten wurden verfolgt: Allein im Konzentrationslager Dachau im dortigen Priesterblock waren über 2800 Geistliche, davon fast 2600 katholische Priester aus Polen, Deutschland, den Niederlanden und anderen Ländern, inhaftiert, von denen nur etwa die Hälfte überlebte. In den Konzentrationslagern starben knapp 2000 polnische Geistliche, von denen 548 standrechtlich erschossen wurden. Insgesamt wurden in der Zeit der deutschen Besetzung Polens 16 % der katholischen Priester ermordet. Zahlreiche Ordensbrüder und Ordensschwestern wurden hingerichtet oder kamen in Konzentrationslagern um.
Eine gezielte Vernichtung des Christentums plante das NS-Regime offiziell nicht, wahrscheinlich aber eine reichsweite Auflösung kirchlicher Strukturen und allmähliche Ersetzung durch eine germanisch-nordische Volksreligion für die Zeit nach dem Krieg. Darauf deuten Aussagen von Heinrich Himmler und Reinhard Heydrich, deren SS-Angehörige meist zur Gruppe der „Gottgläubigen“ gehörten, und das Vorgehen im Warthegau. Hitler selbst hielt zwar nach außen hin zu Alfred Rosenberg und dem antichristlichen Parteiflügel Distanz und stellte sich als über den Konfessionen stehend dar; privat äußerte er seit Kriegsbeginn jedoch öfter seine Abneigung gegen den „jüdischen Geist“ des Christentums, dessen „Entjudung“ dringend notwendig sei.
Der Holocaust galt dem gesamten Judentum als Volk wie als Religion; heute wird dieser Ausrottungsversuch teilweise indirekt auch auf den christlichen Glauben bezogen, der das Judentum als Wurzel und als „ältere Brüder“ ansieht. So sagte der überlebende Auschwitzhäftling Elie Wiesel:

„Der nachdenkliche Christ weiß, dass in Auschwitz nicht das jüdische Volk, sondern das Christentum gestorben ist.“

#### China
Bereits 1900 während des Boxeraufstands gegen die europäischen Kolonialmächte kam es im damals noch kaiserlichen China zu einem Massaker an Christen. Deren Niederlassungen wurden zerstört und vor allem ausländische Missionare mitsamt ihren Familien ermordet oder hingerichtet. Das Christentum galt als Religion der Europäer, deren Kultur sich die chinesische Jugend seit 1919 geöffnet hatte. Im Verlauf der nationalen Revolution (1925–1927) der Kuomintang unter Führung Chiang Kai-sheks wurden jedoch erneut zahlreiche in- wie ausländische Christen ermordet.
Unter Mao Zedong siegte in China 1949 eine Spielart des Kommunismus, der sich ähnlich wie der Stalinismus auf Bauern, Militärmacht und Zwangsindustrialisierung stützte. Der Atheismus wurde Teil der Staatsdoktrin: Alle Religionen, besonders die westlichen, wurden unterdrückt. Im Koreakrieg unterstützte Mao das Vorgehen Nordkoreas auch gegen die Christen. In der von seinen Roten Garden getragenen Kulturrevolution kam es seit 1966 zu Zerstörungsfeldzügen gegen Moscheen, Kirchen und Kulturgüter aus der Kaiserzeit. In deren Verlauf wurden Pogrome an vermeintlichen oder echten Systemgegnern verübt, zu denen die Christen gerechnet wurden.
In China werden Christen verfolgt, die sich weigern, der staatlich kontrollierten protestantischen Drei-Selbst-Kirche TSPM beizutreten. Die chinesische Regierung fürchtet vor allem große christliche Gruppen, die Kontakt zum Ausland, insbesondere mit Amerika, haben. Im Oktober 2010 wurden rund 200 Delegierte der Untergrund-Kirchen an ihrer Ausreise nach Kapstadt gehindert. Sie waren unterwegs zum Weltmissionskongress Lausanne III. In China gibt es bezüglich der Bedrängung von Christen große Unterschiede. Als besonders repressiv gelten die Provinzen Hebei und Henan. Ein Zeichen für die extreme staatliche Kontrolle und mangelnde Religionsfreiheit in China ist auch, dass Bibel-Apps aus den Appstores verbannt wurden.

#### Ostblockstaaten
Im Zuge des Vorrückens der Roten Armee erlitten die seit Jahrhunderten christlich geprägten Völker des Baltikums 1944/45 – wie schon im Russischen Bürgerkrieg 1919/20 – eine Verfolgungswelle, die Millionen Menschen traf: Sie wurden direkt getötet oder administrativ deportiert. Diese Umsiedlungspolitik unter der Herrschaft des Stalinismus kam einer Massenvernichtung gleich; sie speiste sich aus nationalrussischen, stalinistisch-ideologischen und imperialistischen Motiven.
Die Kirchen waren mitgetroffen und mitgemeint: In Estland litten die Kirchen ab 1940 unter kirchenfeindlicher Agitation des Staates, Verbot der öffentlichen Tätigkeit der Kirche und Deportationen von Geistlichen. Im zum Zeitpunkt der sowjetischen Okkupation mehrheitlich katholischen Litauen wurden Geistliche systematisch verfolgt. Auch in Weißrussland, der Ukraine und im übrigen Ostblock ergriffen die nunmehr kommunistischen Staatsführungen nach 1945 antikirchliche und antichristliche Maßnahmen von unterschiedlicher Härte. In Albanien wurden muslimische wie christliche Geistliche konsequent aus allen Ämtern entfernt und unterdrückt, so dass dieses Land sich als erster atheistischer Staat der Welt sah. Als 1967 das totale Religionsverbot erlassen wurde, steckten die Kommunisten sämtliche Priester und Ordensleute in Gefängnisse und Arbeitslager.
In Ungarn, Jugoslawien, Polen sowie der DDR versuchten die Staatsbehörden seit den 1950er Jahren das Christentum durch gesellschaftliche Benachteiligung von Kirchenmitgliedern und bekennenden Christen aus der Öffentlichkeit zu verdrängen. Erst seit den innenpolitischen Reformen unter Gorbatschow wurden diese Restriktionen allmählich gelockert.

##### Tschechoslowakei
Die Verfolgung speziell der katholischen Kirche in der Tschechoslowakei wurde mit einer Fülle von Zwangs- und Gewaltmaßnahmen durchgeführt und zählt nach denen in Albanien zu den schwersten Christenverfolgungen der kommunistischen Ära im europäischen Raum. Priester, Bischöfe und Ordensleute wurden interniert und mussten Zwangsarbeit leisten. Hinzu kamen Seelsorgeverbote. Bischofs- und Priesterweihen wurden unter diesem Druck vielfach geheim vorgenommen, und die Amtsträger wurden vielfach daran gehindert, ihr Amt auszuüben. Eltern, die ihre Kinder zum Religionsunterricht schickten, mussten mit dem Verlust des Arbeitsplatzes rechnen.

##### Sowjetunion
Die orthodoxe Kirche war in Russland sehr eng mit dem Zarismus verbunden. Mit der Oktoberrevolution trat ein grundlegender Paradigmenwechsel ein: Die alten Mächte von Klerus, Feudaladel und Staat wurden entmachtet. Hinzu kam die Religionskritik des Marxismus, die jede Religion als zum „Absterben“ prädestinierten Stützpfeiler der Klassengesellschaft ansah.
Das orthodoxe Christentum war davon primär betroffen. Die Bolschewiki vollzogen eine rigorose Trennung von Staat und Kirche, schafften alle konfessionellen Vorrechte ab, verboten den Religionsunterricht an Schulen, lösten die Klöster und Parochien auf. Entgegen der Theorie warteten sie dann aber nicht, bis die Religion mit der Veränderung der sozialen Verhältnisse von selbst verschwand, sondern ergriffen schon im Verlauf des Russischen Bürgerkriegs (1917–1920) Maßnahmen, denen zahlreiche Priester zum Opfer fielen: Diese erhielten als „Nichtarbeiter“ keine Lebensmittelkarten oder wurden als „Konterrevolutionäre“ ohne Verfahren getötet oder verbannt, was einem Todesurteil gleichkam.
Diese Verfolgung ergab sich oft spontan vor Ort ohne zentrale Direktive. Ab 1920 erklärte die Partei außerdem alle Bischofstätigkeiten für illegal: Nur die Pfarreien blieben bestehen. Zeitweise wurden sogar Sekten, Freikirchen und die sowjetfreundliche „lebendige Kirche“ staatlich gefördert, um die orthodoxe Kirche zu zerstören. Diese Abspaltung konnte sich trotzdem nicht lange halten.
1922 wurden die Kirchenschätze landesweit beschlagnahmt. Ein Teil des orthodoxen Klerus wehrte sich dagegen. Exilrussen forderten 1921 in Karlowitz und 1922 in Genua die Wiederherstellung der Monarchie in Russland und drängten die Europäer zu einem Kreuzzug gegen die Bolschewiki. Darauf reagierten diese mit einem Beschluss, die Massen aktiv umzuerziehen, um ihr religiöses Bewusstsein zu ersetzen.
1927 erzwang Josef Stalin im Rahmen der „Entkulakisierung“, die gegen die traditionell christlichen Kulaken gerichtet war, den Aufbau von Kolchosen. In den folgenden Jahren wurden tausende Kirchen geschlossen, der Sonntag als Feiertag abgeschafft und viele einfache Bauern und ihre Dorfgeistlichen ermordet.
Zehn Jahre darauf ergab eine verordnete Volkszählung, dass sich immer noch ein hoher Anteil der Russen zum Christentum bekannte. Bis 1939 intensivierte der Staat daraufhin seine Umerziehungs-, Enteignungs- und Vernichtungsschritte. Wie viele Kleriker, Ordensleute und Laien den Stalinschen Säuberungen zum Opfer fielen, ist unbekannt, da die Behörden Geistliche nicht von Regimegegnern unterschieden. Die orthodoxe Kirche gibt an, dass zwischen 1917 und 1940 allein 120.000 Priester, Mönche, Nonnen und kirchliche Mitarbeiter verhaftet wurden; davon wurden 96.000 erschossen. Ende der dreißiger Jahre war weniger als ein Dutzend Kirchen noch offiziell geöffnet.
Nach dem deutschen Überfall auf die Sowjetunion im Juni 1941 änderte Stalin im Deutsch-Sowjetischen Krieg seine Religionspolitik: er versuchte, den russischen Patriotismus für den Abwehrkrieg zu mobilisieren, und duldete nun die Orthodoxie. 1943 wurde das gesamtrussische Patriarchat wiederhergestellt; sogar Klöster durften neu errichtet werden. Andere kleinere Kirchen wurden weiterhin verfolgt.
Nach dem Zweiten Weltkrieg gab es rund 52.000 russisch-orthodoxe Priester und Diakone; 1914 waren es noch über 203.000 gewesen. Ein Teil des traditionell der Obrigkeit verpflichteten russischen Patriarchats suchte sich nun stärker mit den Machthabern zu arrangieren.
Seit etwa 1970 arbeitete das Politbüro der KPdSU wieder mehr mit der orthodoxen Kirche zusammen, die sich unter russisch-nationalen Vorzeichen analog zur KPdSU bemühte, alle orthodoxen Christen der Welt unter ihrer Führung zu einen. In der Sowjetunion wurde die römisch-katholische Kirche weiterhin verfolgt. Die Untergrundzeitung Chronik der litauischen katholischen Kirche berichtete achtzehn Jahre (1972–1990) über die Katholikenverfolgung.

##### DDR
1953 wurden in der DDR viele junge Christen von den Oberschulen relegiert, die Junge Gemeinde und die Studentengemeinden öffentlich als staatsfeindliche Organisationen bezeichnet und geheimdienstlich beobachtet. Bei halblegalen Kirchenversammlungen wurden junge Christen und Pazifisten in Einzelfällen auch inhaftiert. Mit der staatlichen „Jugendweihe“ versuchte die SED eine Alternative zur Konfirmation und Kommunion anzubieten, um die Kirchen allmählich auszutrocknen. Die Bindung der ostdeutschen Landeskirchen an die EKD im Westen wurde organisatorisch erschwert.
Als „Kirche im Sozialismus“ sah sich ein Teil der ostdeutschen Landeskirchenleitungen und Pfarrerschaft. Dieser warfen anderen Christen der DDR Opportunismus gegenüber dem atheistischen Staat und die Aufgabe christlicher Grundwerte vor. Im Verlauf der Friedensbewegung der 1980er Jahre wurden die Kirchen jedoch ein Sammelbecken und Sprachrohr für oppositionelle Strömungen, die trotz intensiver staatlicher Überwachung die Wende von 1989 mit vorbereiten konnten.

## Gegenwart
Das Christentum ist die weltweit am stärksten unterdrückte Religionsgemeinschaft. Das christliche Hilfswerk Open Doors gibt an, dass weltweit mehr als 360 Millionen Christen in etwa 60 Ländern wegen ihres Glaubens von Misshandlungen, Folter, Vergewaltigung, Gefängnis oder Tod bedroht seien beziehungsweise wegen ihres Glaubens benachteiligt und diskriminiert würden. Ein vom britischen Außenminister Jeremy Hunt in Auftrag gegebene Bericht über die Verfolgung von Christen kam im Mai 2019 zum Ergebnis, dass die Christenverfolgung in manchen Weltgegenden Genozid-artige Ausmaße angenommen hat und Christen die weltweit am meisten verfolgte Religionsgruppe sind.
Die wohl umfassendste Studie zum Thema staatlicher religiöser Verfolgung legte der Politologe Jonathan Fox 2016 unter dem Titel The unfree exercise of religion. A world survey of discrimination against religious minorities vor. Sie untersucht alle Diskriminierungen von religiösen Minderheiten weltweit und stellt Tabellen der Verfolgungsgrade auf, vom Verbot des Tragens religiöser Zeichen, des Besitzes religiöser Schriften bis zur Hinrichtung. Zudem wurde die Studie nicht von einer Glaubensgemeinschaft in Auftrag gegeben. Fox stellt fest, dass Christen als Minderheit die meist verfolgte Gruppe sind, umgekehrt als Mehrheit zu den am wenigsten verfolgenden gehören, neben Shintoisten und Schamanisten. Die am geringsten als Minderheit verfolgte Religionsgruppe weltweit sind Muslime, die repressivsten Staaten sind solche mit muslimischer Mehrheit bzw. dem Islam als Staatsreligion, allen voran die Golfstaaten inklusive Iran (Fox platziert Saudi-Arabien noch vor Nordkorea). Die Studie beschäftigt sich allerdings nicht mit der Intensität von Repression im Verhältnis zur Größe der Gruppe – Christen bilden die größte Religionsgemeinschaft der Welt. Zahlenmäßig kleine Gruppen wie Jeziden sind von der Ausrottung bedroht. Juden sind historisch die womöglich intensivst verfolgte Gruppe weltweit, wobei antijüdische und antisemitische Aggressionen in der Gegenwart vornehmlich von nichtstaatlichen Akteuren ausgeübt werden.
Als das Unheimlichste am Phänomen bezeichnet Die Weltwoche die globale Stille darüber, die mindestens teilweise aufgrund der Angst vor der Islamophobie zustande gekommen sein könne. David B. Barrett vom Center for the Study of Global Christianity schätzt, dass es pro Jahr 100.000 christliche Märtyrer gibt. Die Soziologen Brian J. Grim und Roger Finke kommen in ihrer Studie The Price of Freedom Denied (Cambridge) auf 130.000 bis 170.000 ermordete Christen. Unter Experten sind diese Zahlen gemäß dem Weltwoche-Artikel umstritten, weil nicht ersichtlich sei, woher die Autoren ihre Daten bezögen. Auch die Berechnungsmethoden und der genaue Messungszeitraum seien nicht klar.

### Nordkorea
Nordkorea ist im Weltverfolgungsindex von Opendoors seit 2002 das Land, in dem Christen am meisten verfolgt werden, lediglich 2022 lag es hinter Afghanistan auf Platz 2. Vor etwa 100 Jahren galt Pjöngjang, die Hauptstadt Nordkoreas, mit 100 Kirchen als eine Art Jerusalem des Ostens. Die vier Kirchen, die Religionsfreiheit vortäuschen sollen, sind nur eine Touristenattraktion. In Nordkorea wird das Christentum als gefährlicher ausländischer Einfluss gesehen. Die Zahl der Christen in Nordkorea wird auf 400.000 geschätzt.

### Islamische Welt
Die Länder, in denen Christen am meisten verfolgt werden, sind mehrheitlich Staaten, in denen der Islam die Religion der Mehrheitsbevölkerung ist. Laut Weltverfolgungsindex 2012 befinden sich unter den zehn Staaten, in denen Christen den größten Verfolgungen ausgesetzt sind, neun islamisch geprägte Länder (Afghanistan, Saudi-Arabien, Somalia, Iran, Malediven, Usbekistan, Jemen, Irak und Pakistan). Insgesamt befinden sich unter den fünfzig indexierten Staaten 38 islamische Länder. Die Türkei, die sich als laizistischer Staat versteht, erkennt viele Christengemeinden nicht als juristische Person an und verbietet ihnen die Rechte einer Vereinigung (Besitz von Bankkonten oder Immobilien) und die Ausbildung von Priestern. Die vor allem orthodoxen und katholischen Christen in der Türkei leben mit regelmäßigen, auch körperlichen Angriffen. Bundespräsident Christian Wulff wies bei einem Staatsbesuch im Oktober 2010 darauf hin, dass Religionsfreiheit ein Menschenrecht ist, und traf Vertreter der christlichen Minderheiten.
2006 gab es anlässlich des „Karikaturenstreites“ und des Regensburger Zitats von Benedikt XVI. zudem in Pakistan und den Palästinensergebieten Übergriffe auf Einrichtungen westlicher Länder sowie einzelne Übergriffe auf Kirchen und Christen. Nach dem Anschlag auf koptische Christen im ägyptischen Alexandria Anfang 2011 forderte Benedikt XVI. die Regierungen der Staaten des Nahen Ostens dazu auf, die Christen besser zu schützen. Das Außenministerium in Kairo wertete die Bemerkungen des Papstes über die Situation der Christen in Ägypten als eine inakzeptable „Einmischung in die inneren Angelegenheiten“ des Landes.
Indonesien nimmt im Weltverfolgungsindex 2014 die 47. Stelle ein. Gegenüber den Vorjahren haben sich die Angriffe auf Christen mehr als verdoppelt. Indonesien gehört daher zu den Staaten, in denen sich die Lage der Christen in den vergangenen Jahren bedeutend verschlechtert hat. In der indonesischen Provinz Aceh haben die Behörden die Christen 2012 aufgefordert, ihre Kirchen wieder abzubrechen. Teils werden auch Kirchen von Moslems abgerissen, obwohl eine Baugenehmigung vorlag.
Der einzige Staat mit mehrheitlich muslimischer Bevölkerung, in dem es überhaupt keine Diskriminierung aus religiösen Gründen gebe, ist nach Einschätzung der Islamwissenschaftlerin Rita Breuer Gambia. Grund hierfür sei die säkulare Verfassung des Staates. Es gebe aber natürlich auch andere Länder, wo ein liberalerer Islam gelebt wird oder die Herrscher Christen als Allianzpartner gegen den Islamismus ansehen, etwa Jordanien oder Marokko.

#### Syrien
In Syrien lebten vor 2011 etwa 1,1 Millionen Christen. Seit Beginn der Konflikte im gleichen Jahr bis zum März 2015 flohen Schätzungen zufolge 700.000 von ihnen, darunter aus Aleppo etwa 30.000 und aus Homs etwa 10.000 Christen. In den 35 assyrischen Dörfern entlang des Chabur im Nordosten lebten nach Angaben des Archimandriten Emanuel Youkhana am 27. Februar 2015 keine Christen mehr. Zuvor berichtete er, die arabisch-sunnitische Bevölkerung in der Nähe der Stadt al-Hasaka habe in Einzelfällen Solidarität mit Christen gezeigt. In der Region Idlib im Nordwesten Syriens versuchten Christen ebenfalls zu fliehen und wurden in Einzelfällen auf ihrer Flucht auch von islamistischen Kämpfern unterstützt, etwa indem 20 Familien zur türkischen Grenze geleitet worden seien. 2016 kamen bei Angriffen oder Anschlägen des Islamischen Staats viele Angehörige der assyrisch-christlichen Minderheit um oder wurden in Geiselhaft genommen, wobei Frauen und Kinder teils wieder freigelassen wurden. Viele ihrer Bauwerke, darunter auch Kirchen, wurden inzwischen zerstört.

#### Ägypten
In Ägypten sind die christlichen Kopten zwar offiziell akzeptiert, in der Praxis jedoch oft Angriffen aus der Bevölkerung ausgesetzt, gegen die sie beim Staat kaum Schutz finden und die vom Staat auch kaum bestraft werden. Die Konversion von Muslimen zum Christentum wird durch rechtliche Hürden und Schikanen der Behörden beim Eintrag der Religion in die Personalpapiere erschwert. Der Fall Mohammed Hegazy ist ein bekanntes Beispiel dieser Praxis.
Nach Bekanntwerden der „Massenhinrichtungen“ (Human Rights Watch) an über 1000 Teilnehmern von zwei gegen den Militärputsch vom 3. Juli 2013 gerichteten Pro-Mursi-Protestlagern in Kairo am 14. August 2013 („Rabia-Massaker“) durch das militärgestützte Postputschregime gingen Islamisten gewaltsam gegen christliche Kirchen und christlichen Besitz in Ägypten vor, wobei es am 14. und 15. August 2013 in Al-Minya und im Großraum Kairo zu insgesamt mindestens vier Toten kam. Amnesty International identifizierte für einige dieser Vorfälle als Täter Pro-Mursi-Gruppen, also Unterstützer des ersten aus freien Wahlen hervorgegangenen, aber vom Militär gestürzten Präsidenten Ägyptens, Mohammed Mursi.

#### Afghanistan
In Afghanistan kann der Übertritt vom Islam zum Christentum mit der Todesstrafe bestraft werden. Das dort geltende Recht ist allerdings nicht eindeutig. Eine Klage gegen Abdul Rahman wurde wegen Formfehlern abgewiesen.
Mit dem Sieg der Taliban 2021 hat sich die Lage der Christen dramatisch verschlimmert. Im Weltverfolgungsindex von Open Doors belegt  2022 Afghanistan den ersten Platz, nachdem er schon 2021 nahezu gleichauf hinter Nordkorea Platz zwei eingenommen hatte.

#### Irak
Etwa 1,5 Millionen Christen gehörten zur irakischen Bevölkerung und der gezielte Terror gegen Christen, sowohl in Bagdad als auch in Mossul, wurde von Tilman Zülch von der Gesellschaft für bedrohte Völker 2007 als „größte Christenvertreibung der Gegenwart“ bezeichnet. Seit 2003 haben nach der SonntagsZeitung die Hälfte der 1,3 Millionen Christen im Irak das Land verlassen, nach CNN sogar eine Million. Im Januar 2008 wurden Bomben in Kirchen und christlichen Einrichtungen gelegt. Der chaldäische Erzbischof von Mossul, Paulos Faraj Rahho, starb im März 2008 in der Gefangenschaft von Entführern, weitere christliche Geistliche wurden entführt und ermordet. Ende September 2008 kam es in Mossul zu einer neuen Welle von Angriffen, wobei innerhalb von zwei Wochen mindestens 14 Christen getötet wurden und Zehntausende die Flucht ergriffen.
Nachdem 2014 die ISIS die Stadt Mossul unter ihre Kontrolle gebracht hatte, wurden die christlichen Einwohner gezwungen, die Stadt zu verlassen oder zum Islam überzutreten, um nicht ihr Leben zu verlieren. Daraufhin verließen die noch verbliebenen 25.000–35.000 Christen die Stadt. Kampfverbände von Christen entstanden 2014 und sind teilweise unter sich zerstritten, je nachdem, mit welcher anderen Miliz sie sich zusammentun. Nach Einschätzung des Leiters des Auslandsbüros Jordanien der Konrad-Adenauer-Stiftung, Otmar Oehring, geht der IS seither „absolut willkürlich“ mit der christlichen Minderheit um und seit 2014 seien rund 100.000 Christen aus der Ninive-Ebene in die Autonome Region Kurdistan, nach Erbil, Dohuk und Zakho geflüchtet. Christliche Milizionäre hätten zum Beispiel mit Peschmerga gemeinsam gekämpft, um Baghdida (Qarakosch) und andere vormals von Christen besiedelte Orte zurückzuerobern.

#### Iran
In der Islamischen Republik Iran steht auf den Übertritt vom Islam zum Christentum die Todesstrafe. Das iranische Parlament verabschiedete am 9. September 2008 ein Gesetz, das zwingend die Todesstrafe für Apostasie vorsieht. Das Gesetz wurde mit 196 Ja-Stimmen, sieben Gegenstimmen und zwei Enthaltungen angenommen. Zwei Iraner, Mahmood Matin Azad (52) und Arash Basirat (44), wurden 2008 wegen Apostasie angeklagt und waren einige Monate in Haft. Sie bestritten den Übertritt, die Anklage wurde als unbewiesen zurückgewiesen.
Der Pastor Yousef Nadarkhani, der bereits mit 19 Jahren vom Islam zum evangelischen Christentum konvertierte, war seit 2009 in Gefangenschaft und wartete auf die Hinrichtung, wurde aber im September 2012 nach internationalen Protesten freigelassen.

#### Libyen
Seit dem Sturz von Muammar al-Gaddafi kam es immer wieder zu Gewalt gegen Christen. Islamisten entführten und enthaupteten einundzwanzig koptische Christen. Das EU-Parlament verabschiedete am 15. Januar 2015 eine Resolution zur Situation in Libyen. Darin heißt es: „Das EU-Parlament fordert alle Parteien in Libyen auf, die Sicherheit und Freiheit von Christen und anderen religiösen Minderheiten, die steigender Verfolgung und Diskriminierung ausgesetzt sind, zu garantieren; fordert die EU und die Mitgliedsstaaten auf, sicherzustellen, daß zukünftige bilaterale Abkommen vernünftige Mechanismen zum Schutz der Menschenrechte von Christen und religiösen Minderheiten beinhalten.“

#### Saudi-Arabien
Der Großmufti von Saudi-Arabien, Abd al-Aziz ibn Abdullah, forderte im März 2012 in einer fatwa die Zerstörung aller Kirchen auf der Arabischen Halbinsel. Proteste von Abgeordneten des Deutschen Bundestags beschränkten sich auf eine Erklärung Frank Heinrichs (CDU).

#### Nigeria
In den elf nördlichen Bundesstaaten Nigerias herrscht gegenwärtig das islamische Rechtssystem, die Scharia. Gewalttätige Überfälle haben zu vielen Todesfällen geführt, Kirchen und kirchliche Einrichtungen wurden zerstört oder niedergebrannt. Mehr als 30.000 Christen wurden 2012 in Kano, der größten Stadt im Norden Nigerias, aus ihren Häusern vertrieben. Die islam-terroristische Miliz Boko Haram verübt immer wieder gezielte Anschläge gegen Christen, aber auch gegen gemäßigte Moslems. Dazu kommt die Miliz ISWAP aus, die sich – wie auch Boko Haram – zum »Islamischen Staat« bekennt, sowie kommen auch Überfälle von Fulani auf Bauerndörfer, i. d. R. gezielt christliche Dörfer.
Im Berichtsjahr 2021/22 wurden 5.014 in Nigeria ermordete Christen registriert, von 5.621 Ermordeten weltweit.

#### Somalia
Somalia steht nach Nordkorea an dritter Stelle im Weltverfolgungsindex 2019 von Open Doors. Das heißt, dass hier Christen besonders intensiv verfolgt werden. Als Hauptkräfte der Verfolgung gelten:
- Islamischer Extremismus: Besonders die al-Shabaab will einen islamischen Gottesstaat errichten und das Christentum aus dem Land vertreiben. Der bislang letzte Bischof von Mogadischu wurde 1989 vermutlich von Islamisten ermordet, die Kathedrale von Mogadischu niedergebrannt. Open Doors schreibt: „Es gilt generell als undenkbar, dass ein Somalier Christ ist. Zudem behaupten islamische religiöse Führer öffentlich, dass in Somalia kein Platz für das Christentum, Christen oder Kirchen sei.“
- Exklusives Stammesdenken: Die somalische Gesellschaft wird vom Stammesdenken beherrscht. Diese Prägung bestimmt auch die Art, in der das Land regiert wird. Das Stammessystem ist gleichzeitig der Nährboden, auf dem der islamische Extremismus gedeiht.
- Systematische Korruption: Nach Aussage eines Open-Doors-Feldforschers sind islamischer Extremismus und systematische Korruption eng miteinander verflochten und schwer auseinanderzuhalten.

In jüngster Zeit sind Christen muslimischer Herkunft bei ihrer Entdeckung oft auf der Stelle getötet worden, mitunter genügte demnach auch der bloße Verdacht, sich vom Islam abgewendet zu haben.

#### Türkei
Die Türkei ist gemäß Artikel 2 ihrer Verfassung ein laizistischer Rechtsstaat. Artikel 24 der türkischen Verfassung garantiert die freie Religionsausübung für alle Religionsgemeinschaften in der Türkei, einschließlich der christlichen. Verschiedenen Angaben zufolge sind Christen in der Türkei jedoch trotzdem in einigen Bereichen des gesellschaftlichen und politischen Lebens Diskriminierungen ausgesetzt. So haben christliche Kirchen grundsätzlich keine eigene Rechtspersönlichkeit, kirchliche Bauvorhaben sind häufig einem komplizierten und langwierigen Genehmigungsverfahren unterworfen. Die Ausbildung von Geistlichen für die Kirchen erfolgt derzeit im Ausland, da an türkischen Hochschulen und Universitäten bislang keine Lehrstühle für die Ausbildung christlicher Theologen vorhanden sind. Wie bei anderen Gotteshäusern auch müssen auch im Falle von Kirchen Renovierungsvorhaben durch das Außenministerium genehmigt werden. In der Vergangenheit wurden zahlreiche Kirchen in der Türkei renoviert und wiederaufgebaut; die Finanzierung erfolgte in vielen Fällen durch den türkischen Staat. Der fehlende geistliche Nachwuchs und die zunehmende Auswanderung von Christen aus der Türkei sind die derzeit größten Herausforderungen für die Kirchen in der Türkei.
Das Pogrom von Istanbul in der Nacht vom 6. auf den 7. September 1955 setzte dem christlich-griechischen Leben in der Türkei ein weitgehendes Ende. Nach Gewaltexzessen des Istanbuler Mobs, mit aller Wahrscheinlichkeit unterstützt durch die türkische Regierung, flohen über 100.000 christliche Griechen aus dem Land. Von 110.000 Griechen im Jahre 1923 ist ihre Zahl in der Türkei heute auf 2.500 gesunken.
1997 erließ der Gouverneur von Mardin ein Verbot gegen die Klöster Zafaran und Mor Gabriel, ausländische Gäste zu beherbergen und Religions- sowie muttersprachlichen Unterricht zu erteilen. Internationale Proteste bewirkten, dass wenigstens das Beherbergungsverbot wieder aufgehoben wurde. Sprachunterricht in Aramäisch bleibt aber weiterhin untersagt.
Anfang Februar 2006 wurde in der Stadt Trabzon am Schwarzen Meer der 68-jährige katholische Priester Andrea Santoro von einem 16-jährigen muslimischen Oberschüler erschossen, der sich so für die Veröffentlichung der Mohammed-Karikaturen in Dänemark rächen wollte. Der Priester war von Bewohnern der Stadt schon im Vorfeld mit Gewalt bedroht worden. Im März 2006 kam es zu zwei gewalttätigen Übergriffen auf die 700 Katholiken zählende Gemeinde von Mersin. Dabei kam es zu Verwüstungen der Gemeinderäume und einer Messerattacke auf den Kapuzinerpater Hanri Leylek. In der ersten Jahreshälfte von 2006 wurden bereits zwei Priester durch Messerangriffe verletzt und ein dritter, Andrea Santoro, in seiner Kirche erschossen.
Im Januar 2007 wurde das prominenteste Sprachrohr der Armenier, der Journalist Hrant Dink, ein Christ, ermordet. Der Mörder wurde auf Fotos und einem Video nach der Verhaftung von einigen Polizisten vor der türkischen Fahne gefeiert. Der Attentäter hatte sich damit gebrüstet, einen Ungläubigen getötet zu haben, der die Türkei beleidigt habe.
Am 18. April 2007 ermordeten fünf junge türkische Männer in der osttürkischen Stadt Malatya die drei Christen Necati Aydin, Ugur Yüksel und Tilmann Geske, indem sie ihnen die Kehlen durchschnitten und sie verbluten ließen. Necati Aydin und Ugur Yüksel waren vom Islam zum christlichen Glauben konvertierte Mitarbeiter des christlichen Verlagshauses Zirve, Tilmann Geske ein in der Türkei wohnhafter deutscher Christ. Als Motivation für ihre Tat gaben die jungen Männer an, die Stadt vom christlichen „Missionarswesen“ reinigen zu wollen.
Im Februar 2008 ist die Türkei bei ihrer Offensive gegen die PKK auf irakischem Gebiet gegen christliche Dörfer vorgegangen, in denen es nie militärische Einrichtungen gegeben hat. Dabei handelt es sich um Dörfer, die erst nach dem Sturz der Saddam-Regimes von christlichen Flüchtlingen aus allen Teilen des Irak wieder besiedelt wurden. Nach Informationen des chaldäischen Bischofs von Ahmadia und Hewler wurden die Dörfer von mehreren Flugzeugen bombardiert.
Im Dezember 2016 soll es einigen Medienberichten zufolge angeblich zu einem Weihnachtsverbot am Gymnasium İstanbul Lisesi gekommen sein. Die Schulleitung wies die Vorwürfe jedoch zurück und erklärte, dass ein derartiges Verbot nicht existiert habe.
Seit dem Putschversuch 2016 werden Christen zunehmend als westliche Spione angesehen. In den folgenden Jahren wurden teilweise seit Jahrzehnten in der Türkei ansässige ausländische Christen wurden ausgewiesen, da sie eine „Bedrohung für die öffentliche Sicherheit“ darstellten.

#### Burkina Faso
Im März 2019 wurde der Pfarrer von Dschibo, Don Joël Yougbaré, entführt. Bei einem Anschlag am 12. Mai 2019 auf die katholische Kirche in Dablo im Norden von Burkina Faso wurden sechs Menschen getötet. Ein Angriff auf eine katholische Marienprozession ereignete sich am 13. Mai 2019. Dabei wurden vier Menschen getötet. Nach Einschätzungen von Théophile Nare, dem Bischof von Kaya, werde die Lage immer beängstigender. Es gehe dabei um die Beseitigung christlicher Präsenz.

### Indien
In Indien gab es seit 1998 mehr als 1.000 gewaltsame Angriffe auf Christen seitens militanter hinduistischer Fundamentalisten, bei denen Kirchen zerstört, Ordensfrauen vergewaltigt und Bibeln verbrannt wurden. Am 23. Januar 1999 wurden in Manoharpur (Orissa) der australische Missionar Graham Staines und seine beiden minderjährigen Söhne in ihrem Auto lebendig verbrannt.

„Jemand, der jahrelang für Leprapatienten gesorgt hat, verdient Dank und Anerkennung als Vorbild. Dass man ihn stattdessen auf diese Weise umbringt, ist eine monumentale Abweichung von den Traditionen der Toleranz und der Menschlichkeit, für die Indien bekannt ist. Ein Verbrechen, das zu den schwärzesten Taten der Welt gehört.“

In der zweiten Jahreshälfte 2008 wurden in und um Orissa „knapp 60 Christen getötet, darunter auch sieben Kleriker“, rund 50.000 Christen sind vertrieben worden.
Die Evangelische Allianz Indien zählt in den ihr zugehörigen Gemeinden rund 130 Angriffe pro Jahr. In den 2000er-Jahren gab es eine zunehmende Tendenz. Am meisten betroffen sind die Bundesstaaten Karnataka, Andhra Pradesh, Madhya Pradesh, Chhattisgarh und Orissa. Allein in den letzten zwei Monaten des Jahres 2014 zählte die Evangelical Fellowship of India 38 Zwischenfälle.

### Israel
In den Jahren 2023 und 2024 wurde eine deutliche Zunahme von Übergriffen auf christliche Gemeinschaften in Israel und im von Israel besetzten Ostjerusalem dokumentiert. Laut dem interreligiösen Rossing Center for Education and Dialogue wurden im Jahr 2024 insgesamt 111 Fälle von Gewalt und Belästigung gegen Christen registriert, darunter 47 physische Angriffe, meist in Form von Spuckattacken, sowie 35 Fälle von Vandalismus an Kirchen und Klöstern. Die Täter stammen überwiegend aus ultraorthodoxen und national-religiösen jüdischen Kreisen, insbesondere aus dem Hardal-Milieu. Viele Vorfälle werden nicht gemeldet. Besonders betroffen sind Priester, Nonnen und Mönche, die durch ihre Kleidung leicht als Christen erkennbar sind und in bestimmten Stadtteilen Jerusalems nahezu täglich mit Anfeindungen rechnen müssen.
Der Ökumenische Rat der Kirchen (ÖRK) meldete für das Jahr 2023 allein in Jerusalem 90 Übergriffe, darunter verwüstete Kirchen, Friedhofsschändungen, Brandanschläge und Schmierereien mit Parolen wie „Tod den Christen“. Die Gewalt geht teilweise auf extremistische Gruppen wie die „Hügeljugend“ zurück, die seit Jahren gezielt antichristliche und antiarabische Aktionen durchführen.
Ein besonders gravierender Fall ereignete sich im christlichen Dorf Taybeh im besetzten Westjordanland, wo radikale jüdische Siedler Felder in Brand setzten und versuchten, die historische Georgskirche aus dem 5. Jahrhundert zu beschädigen. Die Kirchenführer Jerusalems, darunter Kardinal Pierbattista Pizzaballa und Patriarch Theophilos III., verurteilten die Angriffe und warfen den israelischen Sicherheitsbehörden vor, durch Untätigkeit zur Eskalation beizutragen.
Die zunehmende Gewalt wird von Expert:innen in Zusammenhang mit einem gesellschaftlichen Rechtsruck, wachsendem Nationalismus und der Betonung einer jüdischen Identität gesehen. Laut einer Umfrage des Rossing Center erwägen 48 % der christlichen Jugendlichen unter 30 Jahren, das Land zu verlassen, wobei 77 % dies mit der zunehmenden Diskriminierung und Gewalt begründen.

### Überblicksdarstellungen
- Rudolf Freudenberger, Cornelia Morper, Knut Schäferdiek, Frank Stoeßel: Art. Christenverfolgungen. In: Theologische Realenzyklopädie (TRE), Bd. 8: Chlodwig – Dionysius Areopagita. Walter de Gruyter, Berlin 1981, ISBN 3-11-008563-1, S. 23–62.
- Reinhard Backes: Sie werden euch hassen. Christenverfolgung heute. Sankt Ulrich, Augsburg 2005, ISBN 978-3-936484-58-8.
- Deutscher Bundestag – Literaturtipp: Zur Lage der christlichen Minderheiten weltweit (Memento vom 9. Juli 2007 im Internet Archive) (PDF; Stand: 21. Mai 2007; 118 kB)
- Joachim Feyerabend: Wenn es lebensgefährlich ist, Christ zu sein. Kampf der Religionen und Kulturen, Olzog Verlag, München 2010, ISBN 978-3-7892-8355-0.
- Max Klingberg, Thomas Schirrmacher, Ron Kubsch (Hrsg.): Märtyrer 2012. Das Jahrbuch zur Christenverfolgung heute. Verlag für Kultur und Wissenschaft (VKW), Bonn 2011, ISBN 978-3-86269-055-8 (Jahrbuch, erschien von 2000 bis 2012)
- Berthold Pelster (Hrsg.): Christen in großer Bedrängnis. Diskriminierung und Unterdrückung. Dokumentation 2016. Kirche in Not, München 2016.
- Thomas Schirrmacher, Martin Warnecke (Hrsg.): Jahrbuch Verfolgung und Diskriminierung von Christen 2020. Verlag für Kultur und Wissenschaft (VKW), Bonn 2020, ISBN 978-3-86269-198-2 (Jahrbuch, erscheint seit 2013, Fortsetzung der Reihe Märtyrer. Das Jahrbuch zur Christenverfolgung heute, siehe oben).[113]

### Einzelne Epochen
- Benedikt Dorbath: Die Logik der Christenverfolgungen durch den Römischen Staat. Diss., Universität Würzburg 2016.
- Wolfram Kinzig: Christenverfolgung in der Antike. C.H. Beck, München 2019, ISBN 978-3-406-74009-1.
- Mischa Meier: Die neronische Christenverfolgung und ihre Kontexte. Carl-Winter-Universitätsverlag, Heidelberg 2020, ISBN 978-3-8253-4805-2.

### Einzelne Regionen und Länder
- Wladimir Kurojedow: Kirche und Religion in der UdSSR. Moskau 1977.
- Martin Lange, Reinhold Iblacker (Hrsg.): Christenverfolgung in Südamerika. Zeugen der Hoffnung. Nachwort von Karl Rahner. Herder, Freiburg im Breisgau 1980, ISBN 3-451-07770-1.
- Jürgen Bellers, Markus Porsche-Ludwig (Hrsg.): Christenverfolgung in islamischen Ländern. Lit, Berlin 2011, ISBN 978-3-643-11235-4.
- Thomas Schirrmacher: Christenverfolgung heute. SCM Hänssler, Holzgerlingen 2011, ISBN 978-3-7751-4908-2.
- Rita Breuer: Im Namen Allahs? Christenverfolgung im Islam. Herder 2012. ISBN 978-3-451-06783-9.
- Eugen Sorg: Die Letzten. Kann es sein, dass im Heiligen Land, der Wiege des Christentums, bald keine Christen mehr leben? Zürich Tamedia, Das Magazin vom 20. Dezember 2014, S. 12–25.
- Andreas Knapp: Die letzten Christen. Flucht und Vertreibung aus dem Nahen Osten. adeo Verlag, Aßlar 2016, ISBN 978-3-86334-118-3.
- Hans-Joachim Löwer: Mit Feuer und Schwert. Wie Christen heute im Nahen Osten verfolgt werden. Styria, Wien und Graz 2016, ISBN 978-3-222-13534-7.
- Daniel Williams: Die Christen des Nahen Ostens – verfolgt und vergessen. Lit, Berlin 2017, ISBN 978-3-643-13602-2.
- Rose Hu: Mit Christus im chinesischen Straflager – Freude im Leiden. Übersetzt und mit einem Vorwort versehen von Franz Kronbeck. Sarto, Bobingen 2024, ISBN 978-3-96406-077-8.